# Girl (canción de Beck)
«Girl» —en español: «Chica»— es una canción del músico estadounidense Beck, lanzada como segundo sencillo del álbum Guero en julio de 2005. El video de la canción, creado por Motion Theory, fue inspirado por el MAD fold-in de Al Jaffee. La canción comienza con una melodía chiptune simple. El resto de la canción se compone de tambores y guitarras acústicas.

## Video musical
El video musical de "Girl" fue dirigido por Motion Theory. En el video, Beck consigue un anuncio de limusina titulado "Lester's Big Ass Limousines...Moving Party For Hire" que se pliega para convertirse en "Less Is More". Más adelante, Beck está en la farmacia, comprando un medicamento sin receta. Cuando se lo mira, las paredes y el suelo se doblan, haciendo una calavera con ojos rojos en las estanterías y un cartel que dice "Side Effects: Death" ("Efectos Secundarios: Muerte") el siguiente pliegue está en lo que parece ser una venta de garaje. Hay un cuadro de la Virgen María en la pared, que luego se dobla. En primer plano, dos coches de juguete han sido doblados juntos. El siguiente pliegue tiene lugar en una acera, donde una niña está haciendo un dibujo con tiza. Ella establece la tiza y se aleja, la acera se pliega y se toma la forma de un esbozo, con la policía y la cinta amarilla alrededor del dibujo. Después esta es una persona sin hogar pidiendo limosna en la vuelta de la esquina cuando Beck está conduciendo. El hombre sostiene un cartel en la mano que dice "Loose Change OK Allan's Anyway". El hombre procede a doblar el cartel, que ahora dice "Look Away". Más tarde en el video, unas señales se pliegan juntas para formar las palabras "Where It's At" con 2 discos y un micrófono, que es en referencia a la canción de Beck del mismo nombre. El Chevrolet "El Camino" que Beck conduce en el vídeo tiene la matrícula "3CK 61RL".